# Anthriscus kotschyi
Anthriscus kotschyi là một loài thực vật có hoa trong họ Hoa tán. Loài này được Fenzl ex Boiss. mô tả khoa học đầu tiên năm 1856.